# Bistum Down und Connor
Das Bistum Down und Connor (lateinisch Dioecesis Dunensis et Connorensis, irisch Deoise an Dúin agus Choinnire, englisch Diocese of Down and Connor) ist eine in Nordirland gelegene römisch-katholische Diözese mit Sitz in Belfast.

## Weblinks

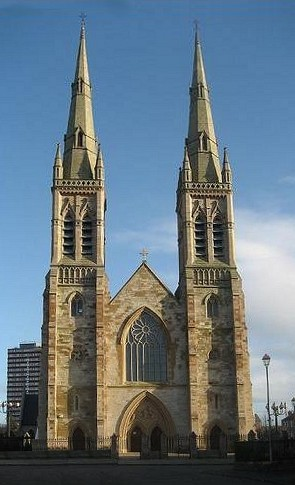
Kathedrale St. Peter in Belfast

## Geschichte
Das Bistum Down und Connor wurde im 6. Jahrhundert als Bistum Down errichtet. Sein Begründer, der heilige Macnissi, ist in der Ardclinis Church beigesetzt. Seit 1152 ist es dem Erzbistum Armagh als Suffraganbistum unterstellt. 1441 wurde es mit dem Bistum Connor vereinigt.